# 제39회 모스크바 국제 영화제
제39회 모스크바 국제 영화제는 2017년 6월 22일에 열린 시상식이다.

## 수상 및 후보

### 대상
- 크레스티드 아이비스 - 교량 수상

### 심사위원특별상(실버)
- 더 바텀리스 백 - 루스탐 캄다모프 수상

### 여우주연상
- 더 베스트 오브 올 월즈 - 베레나 알텐베르거 수상

### 남우주연상
- 보통사람 - 손현주 수상

### 감독상
- 옐로우 히트 - 피크렛 레이한 수상

### 베스트 다큐멘터리상
- 더 패리스 오페라 - 장 스테판 브롱 수상

### 베스트 단편영화상
- 구급차 - 세바스티안 토른그렌 바르틴 수상

### 국제 씨네마클럽연합상
- 더 바텀리스 백 - 루스탐 캄다모프 수상

### 러시아평론가협회특별언급
- 섬머 블룸스 - 나카가와 류타로 수상

### 관객상
- 쏘우드 카프 - 블라디미르 코트 수상

### 러시아비평가상(경쟁)
- 심포니 포 아나 - 에르네스토 아르디또 외 1명 수상
- 더 바텀리스 백 - 루스탐 캄다모프 수상

### 월드시네마 공로상
- 프랑코 네로 수상

### 스타니슬라프스키 공로상
- 미켈레 플라치도 수상

### FIPRESCI상
- 섬머 블룸스 - 나카가와 류타로 수상

### 넷팩 심사위원상
- 보통사람 - 김봉한 수상

### 경쟁부문
- 보통사람 - 김봉한
- 크레스티드 아이비스 - 교량
- 다크랜드 - 페나 아마드
- 셀피 - 빅토르 가르시아 레온
- 심포니 포 아나 - 에르네스토 아르디또 외 1명
- 스타 보이즈 - 비사 코이소 칸틸라
- 섬머 블룸스 - 나카가와 류타로
- 더 베스트 오브 올 월즈 - 아드리안 고이깅어
- 노 베드 오브 로지스 - 모스타파 파루키
- 쏘우드 카프 - 블라디미르 코트
- 바이 미 - 바딤 피얼먼
- 더 바텀리스 백 - 루스탐 캄다모프
- 옐로우 히트 - 피크렛 레이한

### 단편경쟁
- 구급차 - 세바스티안 토른그렌 바르틴
- 아쿠아 마마스 - 자라 제르니
- 군인이 되고 싶어 - 에이미 라마니쉬
- 블랙 링 - 하산 칸 다글리
- 컴 앤 플레이 위드 미 - 밀레나 두트코브스카
- 레미제라블 - 래드 리
- 리터치 - 카베 마자헤리
- 더 함사 - 가드지무라드 에펜디프
- 더 보이드 - 세르지오 마티네즈
- 바이올린 - 콘스탄틴 팜

### 다큐멘터리 경쟁
- 더 패리스 오페라 - 장 스테판 브롱
- 더 라스트 왈츠 - 울리아 봅코바
- 악마의 자유 - 에베라도 곤잘레스
- 더 디파처 - 라나 윌슨
- 아드리아나스 팩트 - 리세테 오로츠코
- 어 헬리쉬 케이오스 - 세르게이 데비즈헤프
- 트로피 - 샤울 쉬와즈 외 1명

### 스펙트럼
- 아나, 모나무르 - 칼린 피터 네처
- 퀄리티 타임 - 단 바커
- 세네카스 데이 - 크리스티요나스 빌지우나스
- 산상수훈 - 유영의
- 포르토 - 게이브 클링거
- 브릭스비 베어 - 데이브 맥커리
- 올드 에이전트 맨 - 로버트 탈헤임
- 왓 노바디 캔 씨 - 스타니슬라프 토칼로브스